# Точилове
Точи́лове — село Ананьївської міської громади Подільського району Одеської області, Україна. Населення становить 1181 осіб.

## Історія
За даними на 1859 рік у казеному селі Ананьївського повіту Херсонської губернії мешкало 1180 осіб (576 чоловічої статі та 604 — жіночої), налічувалось 234 дворових господарств, існувала православна церква.
Станом на 1886 рік у колишньому державному селі Гандрабурської волості мешкала 1481 особа, налічувалось 309 дворів, існувала православна церква.
За переписом 1897 року кількість мешканців зросла до 2427 осіб (1245 чоловічої статі та 1182 — жіночої), з яких 2379 — православної віри.
7 (20) листопада 1917 року, відповідно до Третього Універсалу Української Центральної Ради, увійшло до складу Української Народної Республіки.
Під час Голодомору 1932—1933 років померло щонайменше 53 жителі села.
Було центром Точилівської сільської ради.
12 червня 2020 року, відповідно до Розпорядження Кабінету Міністрів України від № 724-р «Про визначення адміністративних центрів та затвердження територій територіальних громад Одеської області», увійшло до складу Ананьївської міської територіальної громади.
19 липня 2020 року, в результаті адміністративно-територіальної реформи і ліквідації Ананьївського району, село увійшло до складу новоутвореного Подільського району.

## Населення
Згідно з переписом 1989 року населення села становило 1463 особи, з яких 622 чоловіки та 841 жінка.
За переписом населення 2001 року в селі мешкало 1176 осіб.

### Мова
Розподіл населення за рідною мовою за даними перепису 2001 року:
| Мова       | Відсоток |
| ---------- | -------- |
| румунська  | 92,55 %  |
| українська | 4,66 %   |
| російська  | 2,54 %   |
| болгарська | 0,08 %   |